# Hans Sontheimer

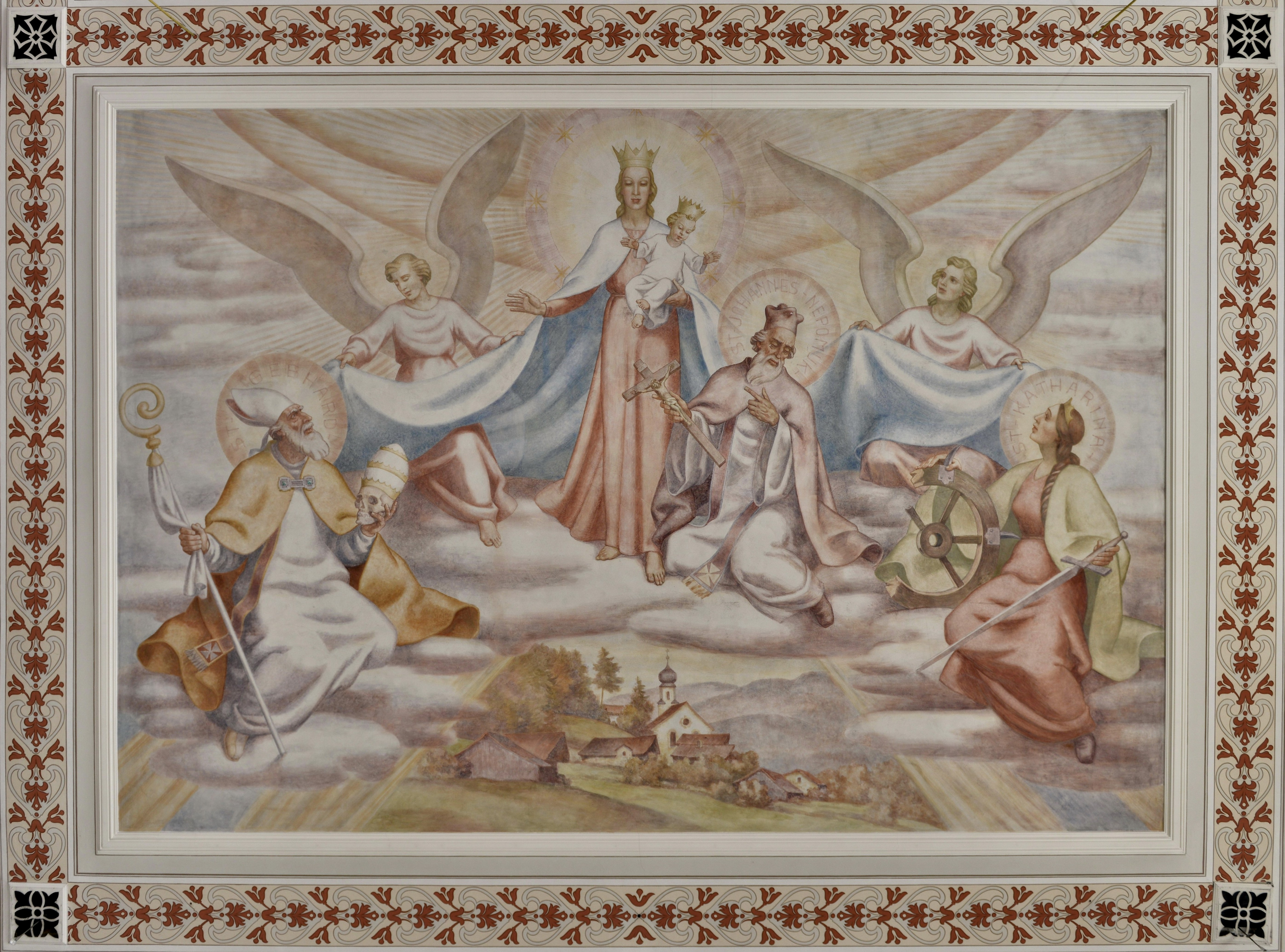
Deckengemälde Hans Sontheimers in der Pfarrkirche Johannes Nepomuk in Doren: Maria mit Kind, der Hl. Nepomuk, die Hl. Katharina und der Hl. Gebhard

Johann „Hans“ Baptist Sontheimer (* 29. April 1906 in Runggaditsch, Gröden; † 12. September 1981 in Dornbirn) war ein Südtiroler Maler und Bildhauer.

## Leben
Hans Sontheimer war Sohn Josef Sontheimers, eines Fassmalers und Vergolders, der 1893 aus Oberstetten nach Gröden kam. Der Vater heiratete Theres, die Tochter Taddeo Oberbachers, eines Gadertaler Malers, in dessen Werkstatt er arbeitete. 
In St. Ulrich hatte Hans Sontheimer seine Ausbildung in der „Staatlichen Fachschule für Zeichnen, Modellieren und Schnitzen“ bis 1924 bei Adolf Keim und Ludwig Moroder.
In München besuchte er die Abendklasse für Akt- und Kopfzeichnen bei Schlegel an der „Städtischen Gewerbeschule“ in der Prankstraße. 
Ab 1924 studierte er an der Akademie der Bildenden Künste München bei Hugo von Habermann und Olaf Gulbransson. Zurück in der Heimat arbeitete er in der Werkstatt des Bildhauers Hermann Moroder, Sohn von Josef Moroder Lusenberg.
Im Juli 1942 musste Sontheimer mit seinem Vater, einem gebürtigen Reichsdeutschen, nach Dornbirn auswandern, da ihm die italienische Staatsbürgerschaft nicht gewährt wurde. Sontheimer war Kunsterzieher an der Realschule in Dornbirn und Fachlehrer an der Gewerbeschule in Bregenz.

## Ausstellungen
- 1938 7. Ausstellung des Künstlersyndakats in Bozen und Rom
- 1942 Kunst-Biennale in Bozen
- 1942 3. Gau-Kunstausstellung in Innsbruck
- 1976 „Kunst in Vorarlberg zwischen 1900 und 1950“ im Vorarlberger Landesmuseum Bregenz
- 1986 Gedächtnisausstellung  im Kulturhaus Dornbirn

## Werke
- Fresko von 1933 am Haus Pana in St. Ulrich, den Heiligen Christophorus darstellend
- Am Haus der „Kunstausstellung“ in St. Ulrich malte er 1938 ein Fresko von 2 mal 6 Metern die Allegorie der Kunst darstellend. Das Fresko wurde 1972 verputzt.
- Für die grüne Kirchenfahne von St. Ulrich malte er zwei Ölgemälde, den Heiligen Ulrich und die Drei Könige darstellend.
- Deckenfresken Pfarrkirche Doren, 1949
- Holzkruzifix in der Franziskanerkloster-Kirche in Bludenz
- Monumentales Passionsbild (18 : 9 m) für die Pfarrkirche Dornbirn-Markt
- Grabdenkmal auf dem Friedhof Dornbirn-Markt mit einer „Totenreise“ für die Familie Rhomberg, 1954
- Grabrelief „Auferweckung des Lazarus“ in Bronze auf dem Friedhof Rheindorf in Lustenau für die Familie Fulterer-Scheffknecht